# Manfred Balz
Manfred Wilhelm Balz (* 22. Dezember 1944) ist ein deutscher Jurist und ehemaliges Vorstandsmitglied der Deutschen Telekom AG.

## Leben
Manfred Balz studierte Rechtswissenschaft in Tübingen, München und St. Petersburg. Von 1969 bis 1970 war er am Max-Planck-Institut für ausländisches und internationales Privatrecht in Hamburg tätig. Es folgten Forschungsaufenthalte in Leningrad und Moskau sowie an der Harvard Law School,  wo er 1973 einen LL.M. erwarb. Seine berufliche Laufbahn begann er 1974 beim Bundesministerium der Justiz, wo er an der europäischen Vereinheitlichung des Gesellschaftsrechts und an der Insolvenzrechtsreform mitarbeitete. 1977 wurde er von der Eberhard Karls Universität Tübingen zum Dr. iur. promoviert. Als weitere Stationen folgten 1990–1993 die Position des Chefsyndikus der Treuhandanstalt sowie 1993–1997 eine Partnerschaft bei der internationalen Anwaltssozietät Wilmer, Cutler & Pickering, deren Berliner Niederlassung er leitete. Parallel zu seinen Tätigkeiten war Manfred Balz von 1989 bis 1995 ständiger Vorsitzender der Ratsgruppe „Konkursübereinkommen“ der EU. In dieser Funktion wirkte er an der Verordnung (EG) Nr. 1346/2000 über Insolvenzverfahren mit. 1997 wechselte er als Chefjustiziar zur Deutsche Telekom AG.
Vom 22. Oktober 2008 bis zum 31. Mai 2012 war er Vorstand für Datenschutz, Recht und Compliance. Das Ressort wurde auf Vorschlag des Vorstands neu geschaffen, um besonders die Themen Datenschutz und Datensicherheit auf oberster Managementebene zu verankern. Seit 2013 ist er als Senior Counsel für die amerikanische Sozietät Mayer Brown in Frankfurt im Bereich Corporate tätig. Er ist Mitglied des American College of Bankruptcy und Ehrenmitglied der Phi Delta Phi sowie der INSOL Europe.